# أحمد أحمدي بور
أحمد أحمدي بور (بالفارسية: احمد احمدی پور) هو لاعب كرة قدم إيراني. حضر أحمد أحمدي بور خلال مسيرته الرياضية في عدة فرق ومنها فريق أبومسلم لكرة القدم الإيراني.